# Copa Mundial de Fútbol de 1990

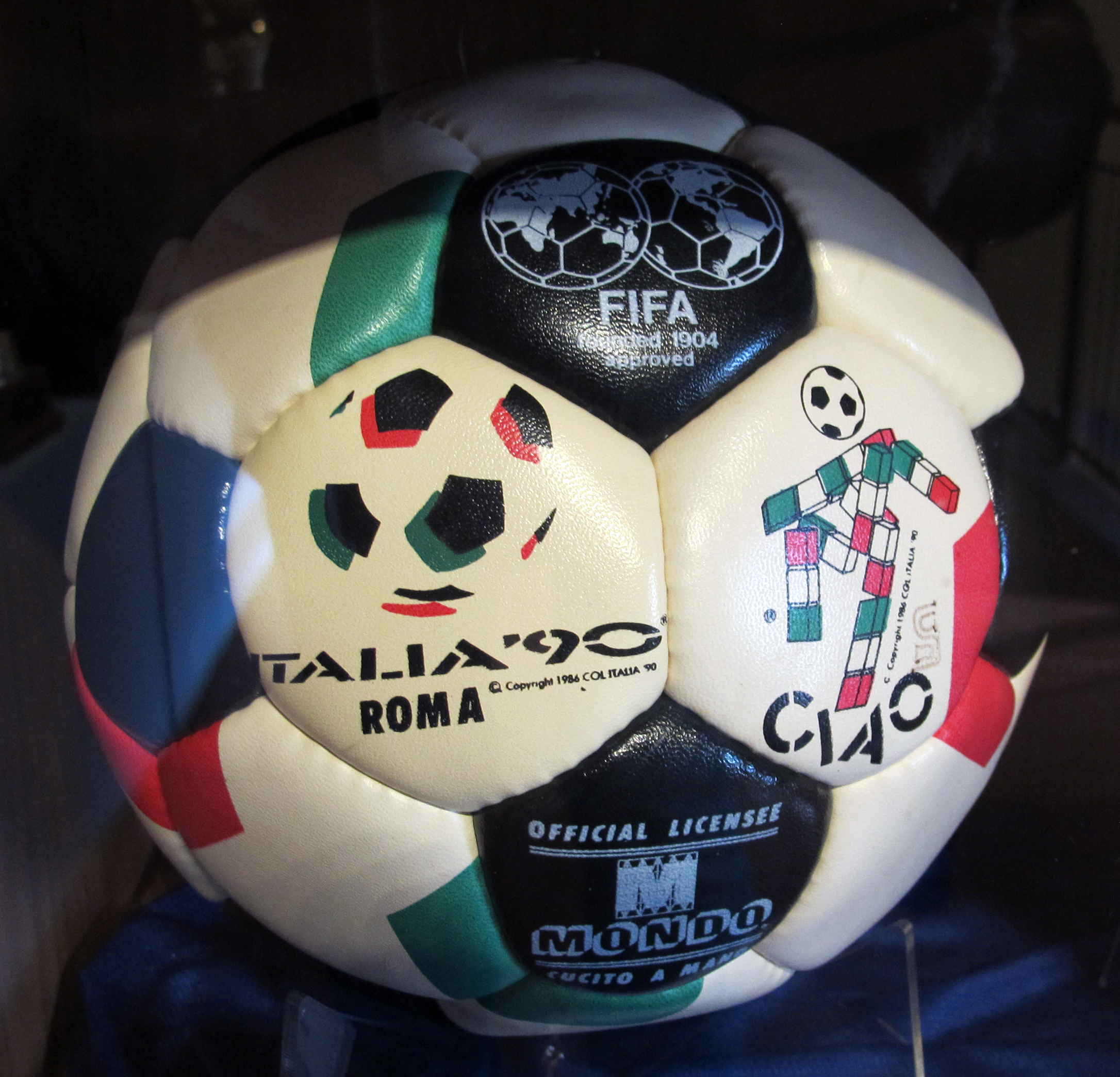
Logo y Ciao (mascota), símbolos oficiales del torneo.

La Copa Mundial de la FIFA Italia 1990 fue la decimocuarta edición de la Copa Mundial de Fútbol. Se desarrolló en Italia, entre el 8 de junio y el 8 de julio de 1990.
Italia se convirtió en el segundo país en celebrar una Copa Mundial en dos ocasiones distintas, ya que había organizado el torneo en 1934. Un total de 24 selecciones nacionales participaron en el evento, en donde hubo varias sorpresas, como la participación de Camerún, que se convirtió en el primer equipo africano en llegar a los cuartos de final, llegando su colectivo a ser conocido como "los leones indomables". La final fue jugada por segunda vez consecutiva por Argentina y Alemania Federal, poco antes de su unificación con Alemania Democrática. Ganaron los alemanes por 1-0 gracias a un polémico penal pitado por el uruguayo nacionalizado mexicano Edgardo Codesal Méndez en el minuto 83. Décadas más tarde, Codesal se defendió justificando que su decisión fue la correcta, sin embargo el jugador alemán Lothar Matthäus argumentó que la falta estuvo mal cobrada.
Algunos periodistas y analistas deportivos lo han considerado como el mundial con el peor nivel futbolístico de entre todos los realizados, producto de las reglas de juego de la época que favorecían a los equipos que buscaban evitar el desarrollo del juego antes que proponerlo, mediante acciones como faltas reiteradas y violentas a los atacantes, demoras en la reanudación del juego, permisividad de los árbitros para hacer respetar el reglamento y búsqueda del empate antes que la victoria.
Consecuencia de lo anterior fue el hecho de que esta edición tuvo la media de goles más baja de todos los mundiales: 2,21 por partido. Debido a esto, la FIFA decidió hacer diversas reformas a las reglas que favorecieran al desarrollo del juego y castigara fuertemente a quien buscara entorpecerlo, a aplicar desde el próximo mundial, entre las cuales destacan el otorgamiento de 3 puntos por victoria y la decisión de prohibirle a los arqueros tomar el balón con las manos tras recibir un pase de un compañero.
El tema musical oficial fue "Un'estate italiana", interpretado por Gianna Nannini y Edoardo Bennato.

## Organización

### Sedes
Doce estadios fueron seleccionados para albergar partidos de la Copa Mundial de Fútbol. El Estadio San Nicola de Bari y el Estadio delle Alpi de Turín fueron los dos únicos recintos completamente nuevos para la Copa del Mundo.
| Roma                        | Milán                                                                                | Nápoles                                                                              | Turín                             |
| --------------------------- | ------------------------------------------------------------------------------------ | ------------------------------------------------------------------------------------ | --------------------------------- |
| Estadio Olímpico (6)        | Estadio San Siro/Estadio Giuseppe Meazza (6)                                         | Estadio San Paolo (5)                                                                | Estadio delle Alpi (5)            |
| Capacidad: 84 800           | Capacidad: 83 407                                                                    | Capacidad: 83 311                                                                    | Capacidad: 71 362                 |
|                             |                                                                                      |                                                                                      |                                   |
| Bari                        | Roma Milán Nápoles Turín Bari Verona Florencia Cagliari Bolonia Udine Palermo Génova | Roma Milán Nápoles Turín Bari Verona Florencia Cagliari Bolonia Udine Palermo Génova | Verona                            |
| Estadio San Nicola (5)      | Roma Milán Nápoles Turín Bari Verona Florencia Cagliari Bolonia Udine Palermo Génova | Roma Milán Nápoles Turín Bari Verona Florencia Cagliari Bolonia Udine Palermo Génova | Estadio Marcantonio Bentegodi (4) |
| Capacidad: 58 270           | Roma Milán Nápoles Turín Bari Verona Florencia Cagliari Bolonia Udine Palermo Génova | Roma Milán Nápoles Turín Bari Verona Florencia Cagliari Bolonia Udine Palermo Génova | Capacidad: 43 216                 |
|                             | Roma Milán Nápoles Turín Bari Verona Florencia Cagliari Bolonia Udine Palermo Génova | Roma Milán Nápoles Turín Bari Verona Florencia Cagliari Bolonia Udine Palermo Génova |                                   |
| Florencia                   | Roma Milán Nápoles Turín Bari Verona Florencia Cagliari Bolonia Udine Palermo Génova | Roma Milán Nápoles Turín Bari Verona Florencia Cagliari Bolonia Udine Palermo Génova | Cagliari                          |
| Estadio Artemio Franchi (4) | Roma Milán Nápoles Turín Bari Verona Florencia Cagliari Bolonia Udine Palermo Génova | Roma Milán Nápoles Turín Bari Verona Florencia Cagliari Bolonia Udine Palermo Génova | Estadio Sant'Elia (3)             |
| Capacidad: 49 000           | Roma Milán Nápoles Turín Bari Verona Florencia Cagliari Bolonia Udine Palermo Génova | Roma Milán Nápoles Turín Bari Verona Florencia Cagliari Bolonia Udine Palermo Génova | Capacidad: 44 200                 |
|                             | Roma Milán Nápoles Turín Bari Verona Florencia Cagliari Bolonia Udine Palermo Génova | Roma Milán Nápoles Turín Bari Verona Florencia Cagliari Bolonia Udine Palermo Génova |                                   |
| Bologna                     | Udine                                                                                | Palermo                                                                              | Génova                            |
| Estadio Renato Dall'Ara (4) | Estadio Friuli (3)                                                                   | Estadio La Favorita (3)                                                              | Estadio Luigi Ferraris (4)        |
| Capacidad: 41 200           | Capacidad: 42 311                                                                    | Capacidad: 40 632                                                                    | Capacidad: 44 800                 |
|                             |                                                                                      |                                                                                      |                                   |

## Reglas
Los 24 equipos que participan en la fase final se dividen en seis grupos de cuatro equipos cada uno. Dentro de cada grupo se enfrentan una vez entre sí, por el sistema de todos contra todos. Según el resultado de cada partido se otorga dos puntos al ganador, un punto a cada equipo en caso de empate, y ninguno al perdedor.
Pasan a la siguiente ronda los dos equipos de cada grupo mejor clasificados y los cuatro mejores terceros. El orden de clasificación se determina teniendo en cuenta los siguientes criterios, en orden de preferencia:
1. El mayor número de puntos obtenidos teniendo en cuenta todos los partidos del grupo
2. La mayor diferencia de goles teniendo en cuenta todos los partidos del grupo
3. El mayor número de goles a favor anotados teniendo en cuenta todos los partidos del grupo

Si dos o más equipos quedan igualados según las pautas anteriores, sus posiciones se determinarán mediante los siguientes criterios, en orden de preferencia:
1. El mayor número de puntos obtenidos en los partidos entre los equipos en cuestión
2. La diferencia de goles teniendo en cuenta los partidos entre los equipos en cuestión
3. El mayor número de goles a favor anotados por cada equipo en los partidos disputados entre los equipos en cuestión
4. Sorteo del comité organizador de la Copa Mundial

La segunda ronda incluye todas las fases desde los octavos de final hasta la final. Mediante el sistema de eliminación directa se clasifican los cuatro semifinalistas. Los equipos perdedores de las semifinales juegan un partido por el tercer y cuarto puesto, mientras que los ganadores disputan el partido final, donde el vencedor obtiene la Copa Mundial.
Si después de los 90 minutos de juego el partido se encuentra empatado se juega un tiempo suplementario de dos etapas de 15 minutos cada una. Si el resultado sigue empatado tras esta prórroga, el partido se define por el procedimiento de tiros desde el punto penal.

## Equipos participantes
En cursiva, los debutantes en la Copa Mundial de Fútbol.
| Clasificatorias | Clasificatorias | Clasificatorias | Clasificatorias | Clasificatorias | Clasificatorias |
| --------------- | --------------- | --------------- | --------------- | --------------- | --------------- |
| CAF             | AFC             | UEFA            | Concacaf        | OFC             | Conmebol        |

| Equipos participantes | Equipos participantes  | Equipos participantes | Equipos participantes |
| --------------------- | ---------------------- | --------------------- | --------------------- |
| Alemania Federal      | Checoslovaquia         | Escocia               | Países Bajos          |
| Argentina             | Colombia               | España                | Rumania               |
| Austria               | Corea del Sur          | Estados Unidos        | Suecia                |
| Bélgica               | Costa Rica             | Inglaterra            | Unión Soviética       |
| Brasil                | Egipto                 | Irlanda               | Uruguay               |
| Camerún               | Emiratos Árabes Unidos | Italia                | Yugoslavia            |

### Grupos
Sorteo

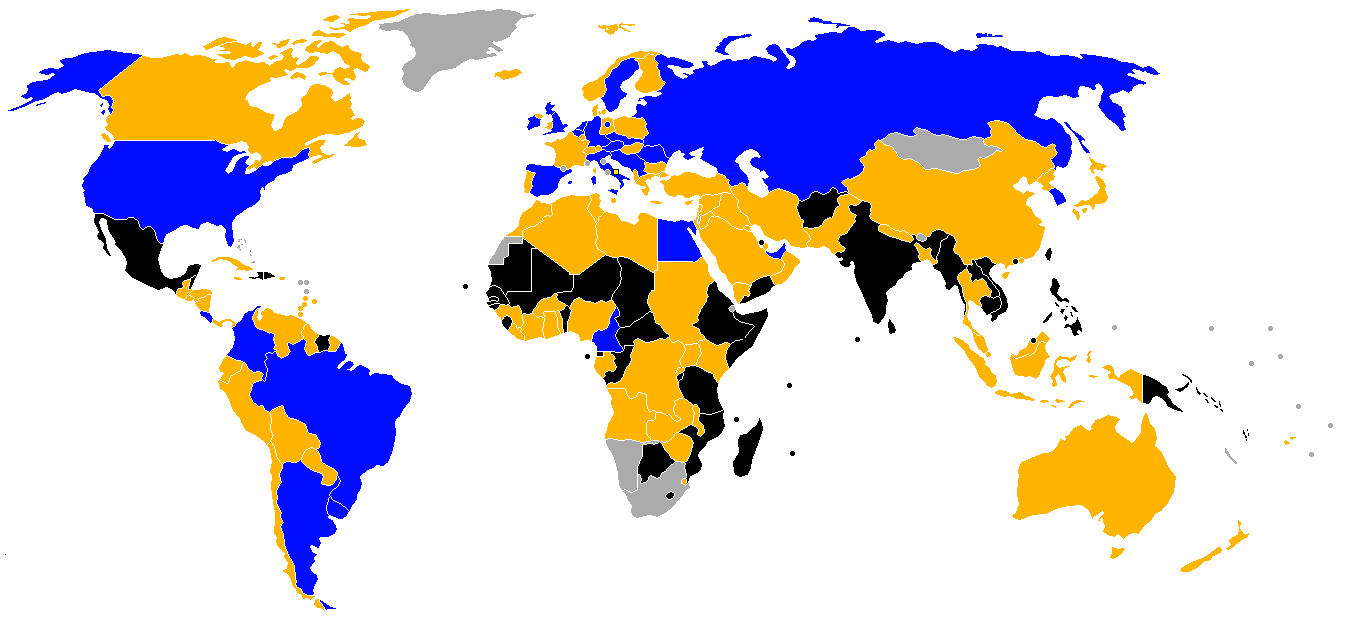
Los países clasificados para la Copa del Mundo
País no se clasificó
Los países que no entraron en la Copa del Mundo
País que no sea miembro de la FIFA

Los seis cabezas de serie para el torneo de 1990 se dieron a conocer el 7 de diciembre de 1989. Las ubicaciones se distribuyeron posteriormente en los seis grupos en orden del rango especificado (el primero para el Grupo A, el segundo para el Grupo B, etc).
Las ubicaciones fueron decididas por la FIFA en función del rendimiento de dichas naciones, principalmente, tanto la Copa del Mundo de 1986 como la Copa del Mundo de 1982, este último considerado como una influencia secundaria. Seis de los ocho finalistas en 1986 se habían clasificado para el torneo de 1990. Italia -que se ubicó primero como anfitriones- no había llegado a los cuartos de final en 1986, y para esto la FIFA se vio obligada ante la necesidad de excluir a una de las tres naciones (calificadas) que fueron eliminados en cuartos de final de 1986: Brasil, Inglaterra o España.
Debido a su desempeño en 1982, como también a su registro general de la Copa Mundial, Brasil se ubicó tercero y no se consideró el dejarlo afuera de los cabezas de serie. Así que la FIFA optó por ubicar a Inglaterra por delante de España. España fue eliminado en 1986 en los penaltis, mientras que Inglaterra había sido eliminado en los 90 minutos, también, ambos países habían llegado a la segunda fase en el caso de 1982, pero España también habían aparecido en el Argentina 1978, mientras que Inglaterra no pudo clasificarse. El presidente de la FIFA João Havelange había declarado al parecer por anticipado de que España sería el elegido.
España creyó que fueron engañados, un invento para asegurar que Inglaterra fuera el ubicado en el Grupo F, el grupo que se celebró fuera de la península italiana, en un intento por contener los problemas de vandalismo de Inglaterra. El entrenador español Luis Suárez Miramontes se expresó así: "Creemos que hemos sido engañados... Querían ubicar a Inglaterra y que se le envíe a Cagliari a toda costa. Así que inventaron esta fórmula". La FIFA respondió que "la fórmula se basó en proyecciones respectivas de los equipos durante las dos anteriores Copas del Mundo. Inglaterra mereció la sexta posición. Esto es de ninguna manera una concesión al hooliganismo inglés".
| Bombo 1                                                                                         | Bombo 2                                                                       | Bombo 3                                                | Bombo 4                                                        |
| ----------------------------------------------------------------------------------------------- | ----------------------------------------------------------------------------- | ------------------------------------------------------ | -------------------------------------------------------------- |
| Italia (1.º) Argentina (2.º) Brasil (3.º) Alemania Federal (4.º) Bélgica (5.º) Inglaterra (6.º) | Corea del Sur Emiratos Árabes Unidos Camerún Egipto Costa Rica Estados Unidos | Checoslovaquia Irlanda Rumania Suecia Colombia Uruguay | Austria Escocia España Países Bajos Unión Soviética Yugoslavia |

#### Sorteo final

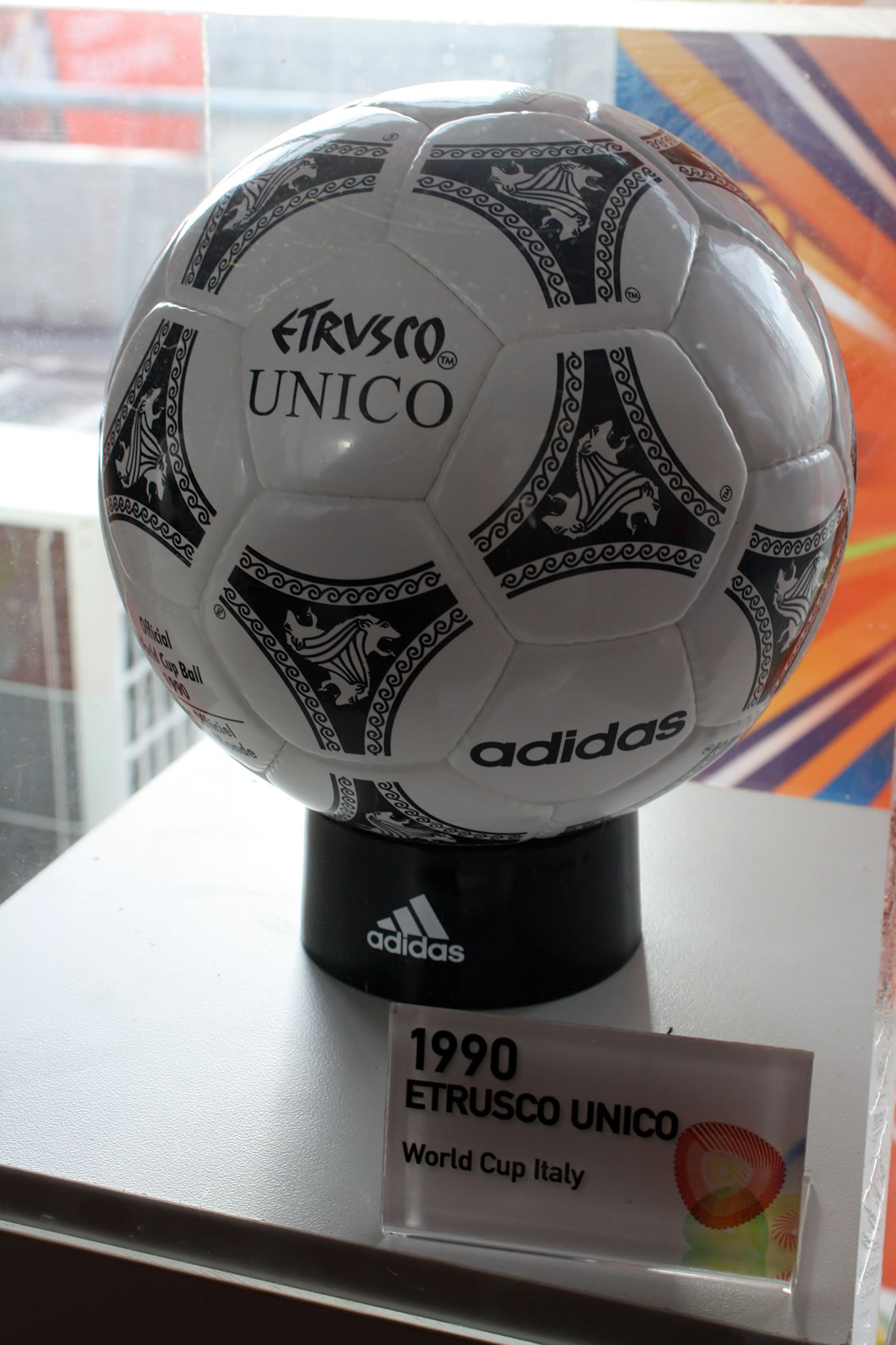
Etrusco Único es el nombre del balón que se usó en el torneo.

El 9 de diciembre de 1989, el sorteo se celebró en el Palazzetto dello Sport de Roma, donde se determinó las formaciones de grupos y orden de los partidos. La ceremonia fue organizada por el presentador de televisión italiano Pippo Baudo, y en compañía de la actriz italiana Sophia Loren el compositor Giorgio Moroder y el cantante de ópera Luciano Pavarotti, el sorteo fue conducido junto con el secretario general de la FIFA, Sepp Blatter.
El día del sorteo la FIFA contó con la presencia de Pelé, Bobby Moore y Karl-Heinz Rummenigge, así como una actuación de la canción oficial del torneo, "Un'estate italiana" realizado por Edoardo Bennato y Gianna Nannini.
El evento también contó con la mascota oficial de la Copa del Mundo, Ciao, una figura de palillo con forma de jugador, con una cabeza de balón de fútbol y un cuerpo con la bandera tricolor italiana. Su nombre representa el saludo italiano.

## Árbitros oficiales
Fueron asignados al torneo 41 árbitros de 34 países. Funcionarios en cursiva, solo fueron utilizados como asistentes durante el torneo. Árbitros vestida solo con camisetas negras tradicionales, por última vez en una Copa del Mundo (una camisa de color rojo cambio, fue utilizado por dos partidos del Grupo C, en el que la selección de Escocia, llevaba sus camisas azules de la marina).
| África - Mohamed Hansal - Neji Jouini - Jean-Fidele Diramba Asia - Jamal Al Sharif - Jassim Mandi - Shizuo Takada - Siegfried Kirschen - Aron Schmidhuber - Helmut Kohl - Marcel van Langenhove - Peter Mikkelsen - George Smith - Emilio Soriano Aladrén - Michel Vautrot | Norteamérica y Centroamérica - Edgardo Codesal Méndez - Vincent Mauro - Berny Ulloa Oceanía - Richard Lorenc Europa - Joël Quiniou - George Courtney - Alan Snoddy - Pierluigi Colina - Pietro D'Elia - Tullio Lanese - Rosario Lo Bello - Carlo Longhi | Sudamérica - Juan Daniel Cardellino - Armando Pérez Hoyos - Elías Jácome - Juan Carlos Loustau - Carlos Maciel - Hernán Silva Arce - José Roberto Wright - Pierluigi Magni - Pierluigi Pairetto - Michał Listkiewicz - Carlos Silva Valente - Erik Fredriksson - Kurt Röthlisberger - Alexey Spirin - Zoran Petrović |

## Resultados
- Los horarios corresponden a la hora de Italia (CEST; UTC+2)

Leyenda: Pts: Puntos; PJ: Partidos jugados; PG: Partidos ganados; PE: Partidos empatados; PP: Partidos perdidos; GF: Goles a favor; GC: Goles en contra; Dif: Diferencia de goles.

### Primera fase

#### Grupo A
| Selección      | Pts. | PJ | PG | PE | PP | GF | GC | Dif. |
| -------------- | ---- | -- | -- | -- | -- | -- | -- | ---- |
| Italia         | 6    | 3  | 3  | 0  | 0  | 4  | 0  | 4    |
| Checoslovaquia | 4    | 3  | 2  | 0  | 1  | 6  | 3  | 3    |
| Austria        | 2    | 3  | 1  | 0  | 2  | 2  | 3  | –1   |
| Estados Unidos | 0    | 3  | 0  | 0  | 3  | 2  | 8  | –6   |

| 9 de junio de 1990, 21:00 | Italia        | 1:0 (0:0) | Austria | Estadio Olímpico de Roma, Roma                                  |                                                                 |
|                           | Schillaci 79' | Reporte   |         | Asistencia: 73.303 espectadores Árbitro(s): José Roberto Wright | Asistencia: 73.303 espectadores Árbitro(s): José Roberto Wright |

| 10 de junio de 1990, 17:00 | Estados Unidos | 1:5 (0:2) | Checoslovaquia                                                | Stadio Artemio Franchi, Florencia                               |                                                                 |
|                            | Caligiuri 61'  | Reporte   | Skuhravý 25', 78' · Bílek 39' (pen.) · Hasek 50' · Luhový 90' | Asistencia: 33.266 espectadores Árbitro(s): Kurt Roethlisberger | Asistencia: 33.266 espectadores Árbitro(s): Kurt Roethlisberger |

| 14 de junio de 1990, 21:00 | Italia       | 1:0 (1:0) | Estados Unidos | Estadio Olímpico de Roma, Roma                              |                                                             |
|                            | Giannini 11' | Reporte   |                | Asistencia: 73.423 espectadores Árbitro(s): Edgardo Codesal | Asistencia: 73.423 espectadores Árbitro(s): Edgardo Codesal |

| 15 de junio de 1990, 17:00 | Austria | 0:1 (0:1) | Checoslovaquia   | Stadio Artemio Franchi, Florencia                        |                                                          |
|                            |         | Reporte   | Bílek 30' (pen.) | Asistencia: 38.962 espectadores Árbitro(s): George Smith | Asistencia: 38.962 espectadores Árbitro(s): George Smith |

| 19 de junio de 1990, 21:00 | Italia                    | 2:0 (1:0) | Checoslovaquia | Estadio Olímpico de Roma, Roma                           |                                                          |
|                            | Schillaci 9' · Baggio 78' | Reporte   |                | Asistencia: 73.303 espectadores Árbitro(s): Joel Quiniou | Asistencia: 73.303 espectadores Árbitro(s): Joel Quiniou |

| 19 de junio de 1990, 21:00 | Austria               | 2:1 (0:0) | Estados Unidos | Stadio Artemio Franchi, Florencia                           |                                                             |
|                            | Ogris 49' · Rodax 63' | Reporte   | Murray 83'     | Asistencia: 34.857 espectadores Árbitro(s): Jamal Al Sharif | Asistencia: 34.857 espectadores Árbitro(s): Jamal Al Sharif |

#### Grupo B
| Selección       | Pts. | PJ | PG | PE | PP | GF | GC | Dif. |
| --------------- | ---- | -- | -- | -- | -- | -- | -- | ---- |
| Camerún         | 4    | 3  | 2  | 0  | 1  | 3  | 5  | –2   |
| Rumania         | 3    | 3  | 1  | 1  | 1  | 4  | 3  | 1    |
| Argentina       | 3    | 3  | 1  | 1  | 1  | 3  | 2  | 1    |
| Unión Soviética | 2    | 3  | 1  | 0  | 2  | 4  | 4  | 0    |

| 8 de junio de 1990, 18:00 | Argentina | 0:1 (0:0) | Camerún        | Stadio Giuseppe Meazza, Milán                              |                                                            |
|                           |           | Reporte   | Omam-Biyik 67' | Asistencia: 73.780 espectadores Árbitro(s): Michel Vautrot | Asistencia: 73.780 espectadores Árbitro(s): Michel Vautrot |

| 9 de junio de 1990, 17:00 | Unión Soviética | 0:2 (0:1) | Rumania                 | Stadio San Nicola, Bari                                            |                                                                    |
|                           |                 | Reporte   | Lacatus 41', 55' (pen.) | Asistencia: 42.907 espectadores Árbitro(s): Juan Daniel Cardellino | Asistencia: 42.907 espectadores Árbitro(s): Juan Daniel Cardellino |

| 13 de junio de 1990, 21:00                                                            | Argentina                    | 2:0 (1:0) | Unión Soviética | Stadio San Paolo, Nápoles                                    |                                                              |
|                                                                                       | Troglio 27' · Burruchaga 79' | Reporte   |                 | Asistencia: 55.759 espectadores Árbitro(s): Erik Fredriksson | Asistencia: 55.759 espectadores Árbitro(s): Erik Fredriksson |
| Primera y única eliminación en primera fase de la Unión Soviética en Copas del Mundo. |                              |           |                 |                                                              |                                                              |

| 14 de junio de 1990, 17:00                                                          | Camerún        | 2:1 (0:0) | Rumania    | Stadio San Nicola, Bari                                  |                                                          |
|                                                                                     | Milla 76', 86' | Reporte   | Balint 88' | Asistencia: 38.687 espectadores Árbitro(s): Hernán Silva | Asistencia: 38.687 espectadores Árbitro(s): Hernán Silva |
| Camerún se convierte en la primera selección de la África negra en avanzar de fase. |                |           |            |                                                          |                                                          |

| 18 de junio de 1990, 21:00 | Argentina  | 1:1 (0:0) | Rumania    | Stadio San Paolo, Nápoles                                        |                                                                  |
|                            | Monzón 63' | Reporte   | Balint 68' | Asistencia: 52.733 espectadores Árbitro(s): Carlos Silva Valente | Asistencia: 52.733 espectadores Árbitro(s): Carlos Silva Valente |

| 18 de junio de 1990, 21:00                                                                         | Camerún | 0:4 (0:2) | Unión Soviética                                                 | Stadio San Nicola, Bari                                         |                                                                 |
| |         | Reporte   | Protásov 20' · Zygmantóvich 29' · Zavárov 52' · Dobrovolski 63' | Asistencia: 37.307 espectadores Árbitro(s): José Roberto Wright | Asistencia: 37.307 espectadores Árbitro(s): José Roberto Wright |
| Último partido en Mundiales de la Unión Soviética, antes de disolverse política y geográficamente. |         |           |                                                                 |                                                                 |                                                                 |

#### Grupo C
| Selección  | Pts. | PJ | PG | PE | PP | GF | GC | Dif. |
| ---------- | ---- | -- | -- | -- | -- | -- | -- | ---- |
| Brasil     | 6    | 3  | 3  | 0  | 0  | 4  | 1  | 3    |
| Costa Rica | 4    | 3  | 2  | 0  | 1  | 3  | 2  | 1    |
| Escocia    | 2    | 3  | 1  | 0  | 2  | 2  | 3  | –1   |
| Suecia     | 0    | 3  | 0  | 0  | 3  | 3  | 6  | –3   |

| 10 de junio de 1990, 21:00 | Brasil          | 2:1 (1:0) | Suecia     | Stadio delle Alpi, Turín                                  |                                                           |
|                            | Careca 40', 63' | Reporte   | Brolin 79' | Asistencia: 62.628 espectadores Árbitro(s): Tullio Lanese | Asistencia: 62.628 espectadores Árbitro(s): Tullio Lanese |

| 11 de junio de 1990, 17:00 | Costa Rica  | 1:0 (0:0) | Escocia | Stadio Luigi Ferraris, Génova                                   |                                                                 |
|                            | Cayasso 49' | Reporte   |         | Asistencia: 30.867 espectadores Árbitro(s): Juan Carlos Loustau | Asistencia: 30.867 espectadores Árbitro(s): Juan Carlos Loustau |

| 16 de junio de 1990, 17:00 | Brasil     | 1:0 (1:0) | Costa Rica | Stadio delle Alpi, Turín                                |                                                         |
|                            | Müller 33' | Reporte   |            | Asistencia: 58.007 espectadores Árbitro(s): Neji Jouini | Asistencia: 58.007 espectadores Árbitro(s): Neji Jouini |

| 16 de junio de 1990, 21:00 | Suecia        | 1:2 (0:1) | Escocia                          | Stadio Luigi Ferraris, Génova                             |                                                           |
|                            | Strömberg 86' | Reporte   | McCall 10' · Johnston 80' (pen.) | Asistencia: 31.823 espectadores Árbitro(s): Carlos Maciel | Asistencia: 31.823 espectadores Árbitro(s): Carlos Maciel |

| 20 de junio de 1990, 21:00                                | Suecia      | 1:2 (1:0) | Costa Rica               | Stadio Luigi Ferraris, Génova                              |                                                            |
|                                                           | Ekström 32' | Reporte   | Flores 75' · Medford 87' | Asistencia: 30.223 espectadores Árbitro(s): Zoran Petrović | Asistencia: 30.223 espectadores Árbitro(s): Zoran Petrović |
| Primera clasificación a octavos de final para Costa Rica. |             |           |                          |                                                            |                                                            |

| 20 de junio de 1990, 21:00 | Brasil     | 1:0 (0:0) | Escocia | Stadio delle Alpi, Turín                                |                                                         |
|                            | Müller 82' | Reporte   |         | Asistencia: 62.502 espectadores Árbitro(s): Helmut Kohl | Asistencia: 62.502 espectadores Árbitro(s): Helmut Kohl |

#### Grupo D
| Selección              | Pts. | PJ | PG | PE | PP | GF | GC | Dif. |
| ---------------------- | ---- | -- | -- | -- | -- | -- | -- | ---- |
| Alemania Federal       | 5    | 3  | 2  | 1  | 0  | 10 | 3  | 7    |
| Yugoslavia             | 4    | 3  | 2  | 0  | 1  | 6  | 5  | 1    |
| Colombia               | 3    | 3  | 1  | 1  | 1  | 3  | 2  | 1    |
| Emiratos Árabes Unidos | 0    | 3  | 0  | 0  | 3  | 2  | 11 | –9   |

| 9 de junio de 1990, 17:00                   | Emiratos Árabes Unidos | 0:2 (0:0) | Colombia                   | Stadio Renato Dall'Ara, Bolonia                             |                                                             |
|                                             |                        | Reporte   | Redín 50' · Valderrama 86' | Asistencia: 30.791 espectadores Árbitro(s): George Courtney | Asistencia: 30.791 espectadores Árbitro(s): George Courtney |
| Primera victoria de Colombia en un mundial. |                        |           |                            |                                                             |                                                             |

| 10 de junio de 1990, 21:00 | Alemania Federal                               | 4:1 (2:0) | Yugoslavia | Stadio Giuseppe Meazza, Milán                               |                                                             |
|                            | Matthäus 28', 65' · Klinsmann 39' · Völler 71' | Reporte   | Jozić 55'  | Asistencia: 74.765 espectadores Árbitro(s): Peter Mikkelsen | Asistencia: 74.765 espectadores Árbitro(s): Peter Mikkelsen |

| 14 de junio de 1990, 17:00 | Yugoslavia | 1:0 (0:0) | Colombia | Stadio Renato Dall'Ara, Bolonia                           |                                                           |
|                            | Jozić 75'  | Reporte   |          | Asistencia: 32.257 espectadores Árbitro(s): Luigi Agnolin | Asistencia: 32.257 espectadores Árbitro(s): Luigi Agnolin |

| 15 de junio de 1990, 21:00 | Alemania Federal                                          | 5:1 (2:0) | Emiratos Árabes Unidos | Stadio Giuseppe Meazza, Milán                             |                                                           |
|                            | Völler 35', 75' · Klinsmann 36' · Matthäus 47' · Bein 59' | Reporte   | Mubarak 46'            | Asistencia: 71.169 espectadores Árbitro(s): Alexei Spirin | Asistencia: 71.169 espectadores Árbitro(s): Alexei Spirin |

| 19 de junio de 1990, 17:00                            | Alemania Federal | 1:1 (0:0) | Colombia     | Stadio Giuseppe Meazza, Milán                           |                                                         |
|                                                       | Littbarski 89'   | Reporte   | Rincón 90+3' | Asistencia: 72.510 espectadores Árbitro(s): Alan Snoddy | Asistencia: 72.510 espectadores Árbitro(s): Alan Snoddy |
| Primera clasificación de Colombia a octavos de final. |                  |           |              |                                                         |                                                         |

| 19 de junio de 1990, 17:00 | Yugoslavia                                   | 4:1 (2:1) | Emiratos Árabes Unidos | Stadio Renato Dall'Ara, Bolonia                           |                                                           |
|                            | Sušić 5' · Pančev 9', 46' · Prosinečki 90+3' | Reporte   | Jumaa 22'              | Asistencia: 27.833 espectadores Árbitro(s): Shizuo Takada | Asistencia: 27.833 espectadores Árbitro(s): Shizuo Takada |

#### Grupo E
| Selección     | Pts. | PJ | PG | PE | PP | GF | GC | Dif. |
| ------------- | ---- | -- | -- | -- | -- | -- | -- | ---- |
| España        | 5    | 3  | 2  | 1  | 0  | 5  | 2  | 3    |
| Bélgica       | 4    | 3  | 2  | 0  | 1  | 6  | 3  | 3    |
| Uruguay       | 3    | 3  | 1  | 1  | 1  | 2  | 3  | –1   |
| Corea del Sur | 0    | 3  | 0  | 0  | 3  | 1  | 6  | –5   |

| 12 de junio de 1990, 17:00 | Bélgica                   | 2:0 (0:0) | Corea del Sur | Stadio Marcantonio Bentegodi, Verona                      |                                                           |
|                            | Degryse 53' · de Wolf 64' | Reporte   |               | Asistencia: 32.790 espectadores Árbitro(s): Vincent Mauro | Asistencia: 32.790 espectadores Árbitro(s): Vincent Mauro |

| 13 de junio de 1990, 17:00 | Uruguay | 0:0     | España | Stadio Friuli, Udine                                    |                                                         |
|                            |         | Reporte |        | Asistencia: 35.713 espectadores Árbitro(s): Helmut Kohl | Asistencia: 35.713 espectadores Árbitro(s): Helmut Kohl |

| 17 de junio de 1990, 21:00 | Corea del Sur  | 1:3 (1:1) | España               | Stadio Friuli, Udine                                     |                                                          |
|                            | K. Hwangbo 42' | Reporte   | Míchel 22', 61', 81' | Asistencia: 32.733 espectadores Árbitro(s): Elías Jácome | Asistencia: 32.733 espectadores Árbitro(s): Elías Jácome |

| 17 de junio de 1990, 21:00 | Bélgica                                   | 3:1 (2:0) | Uruguay        | Stadio Marcantonio Bentegodi, Verona                           |                                                                |
|                            | Clijsters 16' · Scifo 22' · Ceulemans 48' | Reporte   | Bengoechea 74' | Asistencia: 33.759 espectadores Árbitro(s): Siegfried Kirschen | Asistencia: 33.759 espectadores Árbitro(s): Siegfried Kirschen |

| 21 de junio de 1990, 17:00 | Corea del Sur | 0:1 (0:0) | Uruguay     | Stadio Friuli, Udine                                      |                                                           |
|                            |               | Reporte   | Fonseca 90' | Asistencia: 29.039 espectadores Árbitro(s): Tullio Lanese | Asistencia: 29.039 espectadores Árbitro(s): Tullio Lanese |

| 21 de junio de 1990, 17:00 | Bélgica      | 1:2 (1:2) | España                         | Stadio Marcantonio Bentegodi, Verona                            |                                                                 |
|                            | Vervoort 28' | Reporte   | Míchel 20' (pen.) · Gorriz 38' | Asistencia: 35.950 espectadores Árbitro(s): Juan Carlos Loustau | Asistencia: 35.950 espectadores Árbitro(s): Juan Carlos Loustau |

#### Grupo F
| Selección    | Pts. | PJ | PG | PE | PP | GF | GC | Dif. |
| ------------ | ---- | -- | -- | -- | -- | -- | -- | ---- |
| Inglaterra   | 4    | 3  | 1  | 2  | 0  | 2  | 1  | 1    |
| Irlanda      | 3    | 3  | 0  | 3  | 0  | 2  | 2  | 0    |
| Países Bajos | 3    | 3  | 0  | 3  | 0  | 2  | 2  | 0    |
| Egipto       | 2    | 3  | 0  | 2  | 1  | 1  | 2  | –1   |

| 11 de junio de 1990, 21:00 | Inglaterra | 1:1 (1:0) | Irlanda    | Stadio Sant'Elia, Cagliari                                   |                                                              |
|                            | Lineker 8' | Reporte   | Sheedy 72' | Asistencia: 35.238 espectadores Árbitro(s): Aron Schmidhuber | Asistencia: 35.238 espectadores Árbitro(s): Aron Schmidhuber |

| 12 de junio de 1990, 21:00 | Países Bajos | 1:1 (0:0) | Egipto                | Stadio Della Favorita, Palermo                                    |                                                                   |
|                            | Kieft 58'    | Reporte   | Abdelghani 83' (pen.) | Asistencia: 33.288 espectadores Árbitro(s): Emilio Soriano Aldrén | Asistencia: 33.288 espectadores Árbitro(s): Emilio Soriano Aldrén |

| 16 de junio de 1990, 17:00 | Inglaterra | 0:0     | Países Bajos | Stadio Sant'Elia, Cagliari                                 |                                                            |
|                            |            | Reporte |              | Asistencia: 35.267 espectadores Árbitro(s): Zoran Petrović | Asistencia: 35.267 espectadores Árbitro(s): Zoran Petrović |

| 17 de junio de 1990, 17:00 | Irlanda | 0:0     | Egipto | Stadio Della Favorita, Palermo                                    |                                                                   |
|                            |         | Reporte |        | Asistencia: 33.288 espectadores Árbitro(s): Marcel van Langenhove | Asistencia: 33.288 espectadores Árbitro(s): Marcel van Langenhove |

| 21 de junio de 1990, 21:00 | Inglaterra | 1:0 (0:0) | Egipto | Stadio Sant'Elia, Cagliari                                     |                                                                |
|                            | Wright 58' | Reporte   |        | Asistencia: 34.959 espectadores Árbitro(s): Kurt Röthlisberger | Asistencia: 34.959 espectadores Árbitro(s): Kurt Röthlisberger |

| 21 de junio de 1990, 21:00 | Irlanda   | 1:1 (0:1) | Países Bajos | Stadio Della Favorita, Palermo                             |                                                            |
|                            | Quinn 71' | Reporte   | Gullit 10'   | Asistencia: 33.288 espectadores Árbitro(s): Michel Vautrot | Asistencia: 33.288 espectadores Árbitro(s): Michel Vautrot |

#### Mejores terceros
Los cuatro mejores equipos de estos seis se determinó de la siguiente manera:
- Mayor número de puntos obtenidos en todos los partidos de grupo.
- Diferencia de goles en todos los partidos de grupo.
- Mayor número de goles marcados en todos los partidos de grupo.
- Sorteo por parte de la comisión organizadora de la FIFA.

| Selección    | Grupo | Pts. | PJ | PG | PE | PP | GF | GC | Dif. |
| ------------ | ----- | ---- | -- | -- | -- | -- | -- | -- | ---- |
| Argentina    | B     | 3    | 3  | 1  | 1  | 1  | 3  | 2  | 1    |
| Colombia     | D     | 3    | 3  | 1  | 1  | 1  | 3  | 2  | 1    |
| Países Bajos | F     | 3    | 3  | 0  | 3  | 0  | 2  | 2  | 0    |
| Uruguay      | E     | 3    | 3  | 1  | 1  | 1  | 2  | 3  | –1   |
| Austria      | A     | 2    | 3  | 1  | 0  | 2  | 2  | 3  | –1   |
| Escocia      | C     | 2    | 3  | 1  | 0  | 2  | 2  | 3  | –1   |

Los emparejamientos de los octavos de final fueron definidos de la siguiente manera:
- Partido 1: 1.° del grupo C v 3.° del grupo A/B/F
- Partido 2: 1.° del grupo E v 2.° del grupo D
- Partido 3: 2.° del grupo F v 2.° del grupo B
- Partido 4: 1.° del grupo A v 3.° del grupo C/D/E
- Partido 5: 2.° del grupo A v 2.° del grupo C
- Partido 6: 1.° del grupo D v 3.° del grupo B/E/F
- Partido 7: 1.° del grupo B v 3.° del grupo A/C/D
- Partido 8: 1.° del grupo F v 2.° del grupo E

Los emparejamientos de los partidos 1, 4, 6 y 7 dependen de quienes sean los terceros lugares que se clasifiquen a los octavos de final. La siguiente tabla muestra las diferentes opciones para definir a los rivales de los ganadores de los grupos A, B, C y D.
     – Combinación que se dio en esta edición.
| Si los 4 mejores terceros son de los grupos: | El 1.° del grupo A juega con: | El 1.° del grupo B juega con: | El 1.° del grupo C juega con: | El 1.° del grupo D juega con: |
| -------------------------------------------- | ----------------------------- | ----------------------------- | ----------------------------- | ----------------------------- |
| A, B, C y D                                  | 3.° del grupo C               | 3.° del grupo D               | 3.° del grupo A               | 3.° del grupo B               |
| A, B, C y E                                  | 3.° del grupo C               | 3.° del grupo A               | 3.° del grupo B               | 3.° del grupo E               |
| A, B, C y F                                  | 3.° del grupo C               | 3.° del grupo A               | 3.° del grupo B               | 3.° del grupo F               |
| A, B, D y E                                  | 3.° del grupo D               | 3.° del grupo A               | 3.° del grupo B               | 3.° del grupo E               |
| A, B, D y F                                  | 3.° del grupo D               | 3.° del grupo A               | 3.° del grupo B               | 3.° del grupo F               |
| A, B, E y F                                  | 3.° del grupo E               | 3.° del grupo A               | 3.° del grupo B               | 3.° del grupo F               |
| A, C, D y E                                  | 3.° del grupo C               | 3.° del grupo D               | 3.° del grupo A               | 3.° del grupo E               |
| A, C, D y F                                  | 3.° del grupo C               | 3.° del grupo D               | 3.° del grupo A               | 3.° del grupo F               |
| A, C, E y F                                  | 3.° del grupo C               | 3.° del grupo A               | 3.° del grupo F               | 3.° del grupo E               |
| A, D, E y F                                  | 3.° del grupo D               | 3.° del grupo A               | 3.° del grupo F               | 3.° del grupo E               |
| B, C, D y E                                  | 3.° del grupo C               | 3.° del grupo D               | 3.° del grupo B               | 3.° del grupo E               |
| B, C, D y F                                  | 3.° del grupo C               | 3.° del grupo D               | 3.° del grupo B               | 3.° del grupo F               |
| B, C, E y F                                  | 3.° del grupo E               | 3.° del grupo C               | 3.° del grupo B               | 3.° del grupo F               |
| B, D, E y F                                  | 3.° del grupo E               | 3.° del grupo D               | 3.° del grupo B               | 3.° del grupo F               |
| C, D, E y F                                  | 3.° del grupo C               | 3.° del grupo D               | 3.° del grupo F               | 3.° del grupo E               |

### Segunda fase
|  | Octavos de final      | Octavos de final     |                         |       | Cuartos de final             | Cuartos de final             |                   |                   | Semifinales | Semifinales |  |  | Final | Final |
|  |                       |                      |                         |       |                              |                              |                   |                   |             |             |  |  |       |       |
|  | 24 de junio – Turín   |                      |                         |       |                              |                              |                   |                   |             |             |  |  |       |       |
|  |                       |                      |                         |       |                              |                              |                   |                   |             |             |  |  |       |       |
|  | Brasil                | 0                    |                         |       |                              |                              |                   |                   |             |             |  |  |       |       |
|  | Brasil                | 0                    | 30 de junio – Florencia |       |                              |                              |                   |                   |             |             |  |  |       |       |
|  | Argentina             | 1                    |                         |       |                              |                              |                   |                   |             |             |  |  |       |       |
|  | Argentina             | 1                    | Argentina (p.)          | 0 (3) |                              |                              |                   |                   |             |             |  |  |       |       |
|  | 26 de junio – Verona  |                      | Argentina (p.)          | 0 (3) |                              |                              |                   |                   |             |             |  |  |       |       |
|  |                       | Yugoslavia           | 0 (2)                   |       |                              |                              |                   |                   |             |             |  |  |       |       |
|  | España                | Yugoslavia           | 0 (2)                   | 1     |                              |                              |                   |                   |             |             |  |  |       |       |
|  | España                |                      | 3 de julio – Nápoles    | 1     |                              |                              |                   |                   |             |             |  |  |       |       |
|  | Yugoslavia (t.s.)     | 2                    |                         |       |                              |                              |                   |                   |             |             |  |  |       |       |
|  | Yugoslavia (t.s.)     | 2                    | Argentina (p.)          | 1 (4) |                              |                              |                   |                   |             |             |  |  |       |       |
|  | 25 de junio – Génova  |                      | Argentina (p.)          | 1 (4) |                              |                              |                   |                   |             |             |  |  |       |       |
|  |                       | Italia               | 1 (3)                   |       |                              |                              |                   |                   |             |             |  |  |       |       |
|  | Irlanda (p.)          | Italia               | 1 (3)                   | 0 (5) |                              |                              |                   |                   |             |             |  |  |       |       |
|  | Irlanda (p.)          | 30 de junio – Roma   |                         | 0 (5) |                              |                              |                   |                   |             |             |  |  |       |       |
|  | Rumania               | 0 (4)                |                         |       |                              |                              |                   |                   |             |             |  |  |       |       |
|  | Rumania               | 0 (4)                | Irlanda                 | 0     |                              |                              |                   |                   |             |             |  |  |       |       |
|  | 25 de junio – Roma    |                      | Irlanda                 | 0     |                              |                              |                   |                   |             |             |  |  |       |       |
|  |                       | Italia               | 1                       |       |                              |                              |                   |                   |             |             |  |  |       |       |
|  | Italia                | Italia               | 1                       | 2     |                              |                              |                   |                   |             |             |  |  |       |       |
|  | Italia                |                      | 8 de julio – Roma       | 2     |                              |                              |                   |                   |             |             |  |  |       |       |
|  | Uruguay               | 0                    |                         |       |                              |                              |                   |                   |             |             |  |  |       |       |
|  | Uruguay               | 0                    | Argentina               | 0     |                              |                              |                   |                   |             |             |  |  |       |       |
|  | 23 de junio – Bari    |                      | Argentina               | 0     |                              |                              |                   |                   |             |             |  |  |       |       |
|  |                       | Alemania Federal     | 1                       |       |                              |                              |                   |                   |             |             |  |  |       |       |
|  | Checoslovaquia        | Alemania Federal     | 1                       | 4     |                              |                              |                   |                   |             |             |  |  |       |       |
|  | Checoslovaquia        | 1 de julio – Milán   |                         | 4     |                              |                              |                   |                   |             |             |  |  |       |       |
|  | Costa Rica            | 1                    |                         |       |                              |                              |                   |                   |             |             |  |  |       |       |
|  | Costa Rica            | 1                    | Checoslovaquia          | 0     |                              |                              |                   |                   |             |             |  |  |       |       |
|  | 24 de junio – Milán   |                      | Checoslovaquia          | 0     |                              |                              |                   |                   |             |             |  |  |       |       |
|  |                       | Alemania Federal     | 1                       |       |                              |                              |                   |                   |             |             |  |  |       |       |
|  | Alemania Federal      | Alemania Federal     | 1                       | 2     |                              |                              |                   |                   |             |             |  |  |       |       |
|  | Alemania Federal      |                      | 4 de julio – Turín      | 2     |                              |                              |                   |                   |             |             |  |  |       |       |
|  | Países Bajos          | 1                    |                         |       |                              |                              |                   |                   |             |             |  |  |       |       |
|  | Países Bajos          | 1                    | Alemania Federal (p.)   | 1 (4) |                              |                              |                   |                   |             |             |  |  |       |       |
|  | 23 de junio – Nápoles |                      | Alemania Federal (p.)   | 1 (4) |                              |                              |                   |                   |             |             |  |  |       |       |
|  |                       | Inglaterra           | 1 (3)                   |       | Partido por el tercer puesto | Partido por el tercer puesto |                   |                   |             |             |  |  |       |       |
|  | Camerún (t.s.)        | Inglaterra           | 1 (3)                   | 2     | Partido por el tercer puesto | Partido por el tercer puesto |                   |                   |             |             |  |  |       |       |
|  | Camerún (t.s.)        | 1 de julio – Nápoles | 1 de julio – Nápoles    | 2     |                              |                              | 7 de julio – Bari | 7 de julio – Bari |             |             |  |  |       |       |
|  | Colombia              | 1 de julio – Nápoles | 1 de julio – Nápoles    | 1     |                              |                              | 7 de julio – Bari | 7 de julio – Bari |             |             |  |  |       |       |
|  | Colombia              | Camerún              | 2                       | 1     | Italia                       | 2                            |                   |                   |             |             |  |  |       |       |
|  | 26 de junio – Bolonia | Camerún              | 2                       |       | Italia                       | 2                            |                   |                   |             |             |  |  |       |       |
|  |                       | Inglaterra (t.s.)    | 3                       |       | Inglaterra                   | 1                            |                   |                   |             |             |  |  |       |       |
|  | Inglaterra (t.s.)     | Inglaterra (t.s.)    | 3                       | 1     | Inglaterra                   | 1                            |                   |                   |             |             |  |  |       |       |
|  | Inglaterra (t.s.)     |                      |                         | 1     |                              |                              |                   |                   |             |             |  |  |       |       |
|  | Bélgica               | 0                    |                         |       |                              |                              |                   |                   |             |             |  |  |       |       |
|  | Bélgica               | 0                    |                         |       |                              |                              |                   |                   |             |             |  |  |       |       |

#### Octavos de final
| 23 de junio de 1990, 15:00                                                                                    | Camerún          | 2:1 (0:0, 0:0) (t. s.) | Colombia   | Stadio San Paolo, Nápoles                                 |                                                           |
| | Milla 106', 109' | Reporte                | Redín 115' | Asistencia: 50 026 espectadores Árbitro(s): Tullio Lanese | Asistencia: 50 026 espectadores Árbitro(s): Tullio Lanese |
| Camerún se convierte en la primera selección africana en alcanzar los cuartos de final de una Copa del Mundo. |                  |                        |            |                                                           |                                                           |

| 23 de junio de 1990, 21:00 | Checoslovaquia                     | 4:1 (1:0) | Costa Rica   | Stadio San Nicola, Bari                                        |                                                                |
|                            | Skuhravý 12', 63', 82' · Kubík 75' | Reporte   | González 54' | Asistencia: 47 673 espectadores Árbitro(s): Siegfried Kirschen | Asistencia: 47 673 espectadores Árbitro(s): Siegfried Kirschen |

| 24 de junio de 1990, 17:00 | Brasil | 0:1 (0:0) | Argentina    | Stadio delle Alpi, Turín                                 |                                                          |
|                            |        | Reporte   | Caniggia 80' | Asistencia: 61 381 espectadores Árbitro(s): Joel Quiniou | Asistencia: 61 381 espectadores Árbitro(s): Joel Quiniou |

| 24 de junio de 1990, 21:00 | Alemania Federal           | 2:1 (0:0) | Países Bajos      | Stadio Giuseppe Meazza, Milán                                   |                                                                 |
|                            | Klinsmann 51' · Brehme 82' | Reporte   | Koeman 89' (pen.) | Asistencia: 74 559 espectadores Árbitro(s): Juan Carlos Loustau | Asistencia: 74 559 espectadores Árbitro(s): Juan Carlos Loustau |

| 25 de junio de 1990, 17:00                                             | Irlanda                                            | 0:0 (t. s.)(5:4 p.)        | Rumania                                   | Stadio Luigi Ferraris, Génova                                   |                                                                 |
|                                                                        |                                                    | Reporte                    |                                           | Asistencia: 31 818 espectadores Árbitro(s): José Roberto Wright | Asistencia: 31 818 espectadores Árbitro(s): José Roberto Wright |
|                                                                        |                                                    | Tiros desde el punto penal |                                           |                                                                 |                                                                 |
|                                                                        | Sheedy · Houghton · Townsend · Cascarino · O'Leary |                            | Hagi · Lupu · Rotariu · Lupescu · Timofte |                                                                 |                                                                 |
| Irlanda es el equipo que más lejos avanza sin ganar un solo encuentro. |                                                    |                            |                                           |                                                                 |                                                                 |

| 25 de junio de 1990, 21:00 | Italia                     | 2:0 (0:0) | Uruguay | Estadio Olímpico de Roma, Roma                              |                                                             |
|                            | Schillaci 65' · Serena 85' | Reporte   |         | Asistencia: 73 303 espectadores Árbitro(s): George Courtney | Asistencia: 73 303 espectadores Árbitro(s): George Courtney |

| 26 de junio de 1990, 17:00 | España      | 1:2 (1:1, 0:0) (t. s.) | Yugoslavia         | Stadio Marcantonio Bentegodi, Verona                         |                                                              |
|                            | Salinas 83' | Reporte                | Stojković 78', 93' | Asistencia: 35 500 espectadores Árbitro(s): Aron Schmidhuber | Asistencia: 35 500 espectadores Árbitro(s): Aron Schmidhuber |

| 26 de junio de 1990, 21:00 | Inglaterra | 1:0 (0:0, 0:0) (t. s.) | Bélgica | Stadio Renato Dall'Ara, Bolonia                             |                                                             |
|                            | Platt 119' | Reporte                |         | Asistencia: 34 520 espectadores Árbitro(s): Peter Mikkelsen | Asistencia: 34 520 espectadores Árbitro(s): Peter Mikkelsen |

#### Cuartos de final
| 30 de junio de 1990, 17:00 | Yugoslavia                                                | 0:0 (t. s.)(2:3 p.)        | Argentina                                              | Stadio Artemio Franchi, Florencia                              |                                                                |
|                            |                                                           | Reporte                    |                                                        | Asistencia: 38 971 espectadores Árbitro(s): Kurt Röthlisberger | Asistencia: 38 971 espectadores Árbitro(s): Kurt Röthlisberger |
|                            |                                                           | Tiros desde el punto penal |                                                        |                                                                |                                                                |
|                            | Stojković · Prosinečki · Savićević · Brnović · Hadžibegić |                            | Serrizuela · Burruchaga · Maradona · Troglio · Dezotti |                                                                |                                                                |

| 30 de junio de 1990, 21:00 | Italia        | 1:0 (1:0) | Irlanda | Estadio Olímpico de Roma, Roma                                   |                                                                  |
|                            | Schillaci 38' | Reporte   |         | Asistencia: 73 303 espectadores Árbitro(s): Carlos Silva Valente | Asistencia: 73 303 espectadores Árbitro(s): Carlos Silva Valente |

| 1 de julio de 1990, 17:00                                            | Alemania Federal    | 1:0 (1:0) | Checoslovaquia | Stadio Giuseppe Meazza, Milán                           |                                                         |
|                                                                      | Matthäus 25' (pen.) | Reporte   |                | Asistencia: 73 347 espectadores Árbitro(s): Helmut Kohl | Asistencia: 73 347 espectadores Árbitro(s): Helmut Kohl |
| Último partido de Checoslovaquia antes de su desintegración en 1992. |                     |           |                |                                                         |                                                         |

| 1 de julio de 1990, 21:00 | Inglaterra                                  | 3:2 (2:2, 1:0) (t. s.) | Camerún                      | Stadio San Paolo, Nápoles                                   |                                                             |
|                           | Platt 25' · Lineker 83' (pen.), 105' (pen.) | Reporte                | Kundé 61' (pen.) · Ekéké 65' | Asistencia: 55 205 espectadores Árbitro(s): Edgardo Codesal | Asistencia: 55 205 espectadores Árbitro(s): Edgardo Codesal |

#### Semifinales
| 3 de julio de 1990, 20:00 | Italia                                            | 1:1 (1:0, 1:1) (t. s.)(3:4 p.) | Argentina                                          | Estadio San Paolo, Nápoles                                 |                                                            |
|                           | Schillaci 17'                                     | Reporte                        | Caniggia 67'                                       | Asistencia: 59 978 espectadores Árbitro(s): Michel Vautrot | Asistencia: 59 978 espectadores Árbitro(s): Michel Vautrot |
|                           |                                                   | Tiros desde el punto penal     |                                                    |                                                            |                                                            |
|                           | Baresi · Baggio · De Agostini · Donadoni · Serena |                                | Serrizuela · Burruchaga · Olarticoechea · Maradona |                                                            |                                                            |

| 4 de julio de 1990, 20:00 | Alemania Federal                  | 1:1 (0:0, 1:1) (t. s.)(4:3 p.) | Inglaterra                                    | Estadio de los Alpes, Turín                                     |                                                                 |
|                           | Brehme 60'                        | Reporte                        | Lineker 80'                                   | Asistencia: 62 628 espectadores Árbitro(s): José Roberto Wright | Asistencia: 62 628 espectadores Árbitro(s): José Roberto Wright |
|                           |                                   | Tiros desde el punto penal     |                                               |                                                                 |                                                                 |
|                           | Brehme · Matthäus · Riedle · Thon |                                | Lineker · Beardsley · Platt · Pearce · Waddle |                                                                 |                                                                 |

#### Tercer lugar
| 7 de julio de 1990, 20:00 | Italia                            | 2:1 (0:0) | Inglaterra | Estadio San Nicola, Bari                                 |                                                          |
|                           | Baggio 71' · Schillaci 86' (pen.) | Reporte   | Platt 81'  | Asistencia: 51 426 espectadores Árbitro(s): Joel Quiniou | Asistencia: 51 426 espectadores Árbitro(s): Joel Quiniou |

#### Final
| 8 de julio de 1990, 20:00 | Alemania Federal  | 1:0 (0:0) | Argentina | Estadio Olímpico de Roma, Roma                              |                                                             |
| | Brehme 85' (pen.) | Reporte   |           | Asistencia: 73 603 espectadores Árbitro(s): Edgardo Codesal | Asistencia: 73 603 espectadores Árbitro(s): Edgardo Codesal |
| Último partido de Alemania Federal, 3 meses después las 2 Alemanias se unificarían para ser solo una Alemania. Por primera vez se repite una final consecutivamente. Alemania es el primer país en llegar a 3 finales seguidas, hito posteriormente realizado por Brasil. |                   |           |           |                                                             |                                                             |

|                                      |
| Bandera de Alemania                  |
| Campeón Alemania Federal 3.er título |

## Estadísticas finales

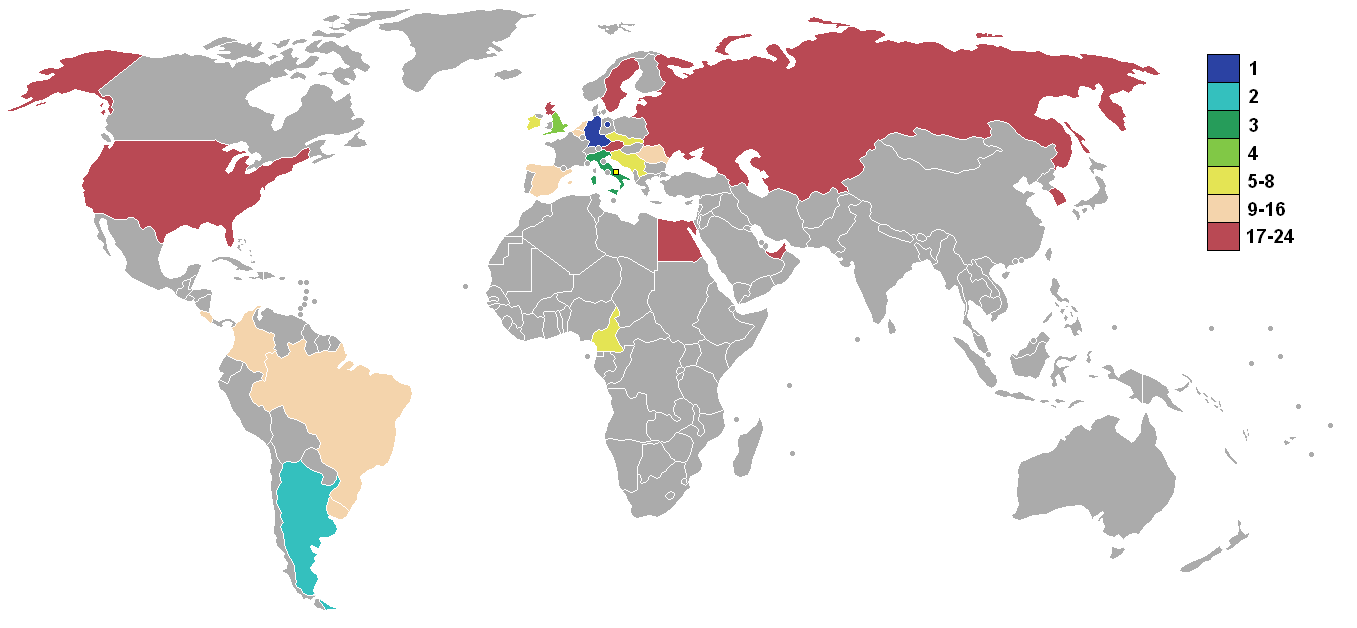
Mapa según los resultados de 1990.

| Equipo | Equipo                 | Pts | PJ | PG | PE | PP | GF | GC | Dif | Rend   |
| ------ | ---------------------- | --- | -- | -- | -- | -- | -- | -- | --- | ------ |
| 1      | Alemania Federal       | 12  | 7  | 5  | 2  | 0  | 15 | 5  | 10  | 85,7 % |
| 2      | Argentina              | 7   | 7  | 2  | 3  | 2  | 5  | 4  | 1   | 50,0 % |
| 3      | Italia                 | 13  | 7  | 6  | 1  | 0  | 10 | 2  | 8   | 92,9 % |
| 4      | Inglaterra             | 9   | 7  | 3  | 3  | 1  | 8  | 6  | 2   | 64,3 % |
| 5      | Yugoslavia             | 7   | 5  | 3  | 1  | 1  | 8  | 6  | 2   | 70,0 % |
| 6      | Checoslovaquia         | 6   | 5  | 3  | 0  | 2  | 10 | 5  | 5   | 60,0 % |
| 7      | Camerún                | 6   | 5  | 3  | 0  | 2  | 7  | 9  | –2  | 60,0 % |
| 8      | Irlanda                | 4   | 5  | 0  | 4  | 1  | 2  | 3  | –1  | 40,0 % |
| 9      | Brasil                 | 6   | 4  | 3  | 0  | 1  | 4  | 2  | 2   | 75,0 % |
| 10     | España                 | 5   | 4  | 2  | 1  | 1  | 6  | 4  | 2   | 62,5 % |
| 11     | Bélgica                | 4   | 4  | 2  | 0  | 2  | 6  | 4  | 2   | 50,0 % |
| 12     | Rumania                | 4   | 4  | 1  | 2  | 1  | 4  | 3  | 1   | 50,0 % |
| 13     | Costa Rica             | 4   | 4  | 2  | 0  | 2  | 4  | 6  | –2  | 50,0 % |
| 14     | Colombia               | 3   | 4  | 1  | 1  | 2  | 4  | 4  | 0   | 37,5 % |
| 15     | Países Bajos           | 3   | 4  | 0  | 3  | 1  | 3  | 4  | –1  | 37,5 % |
| 16     | Uruguay                | 3   | 4  | 1  | 1  | 2  | 2  | 5  | –3  | 37,5 % |
| 17     | Unión Soviética        | 2   | 3  | 1  | 0  | 2  | 4  | 4  | 0   | 33,3 % |
| 18     | Austria                | 2   | 3  | 1  | 0  | 2  | 2  | 3  | –1  | 33,3 % |
| 19     | Escocia                | 2   | 3  | 1  | 0  | 2  | 2  | 3  | –1  | 33,3 % |
| 20     | Egipto                 | 2   | 3  | 0  | 2  | 1  | 1  | 2  | –1  | 33,3 % |
| 21     | Suecia                 | 0   | 3  | 0  | 0  | 3  | 3  | 6  | –3  | 0,0 %  |
| 22     | Corea del Sur          | 0   | 3  | 0  | 0  | 3  | 1  | 6  | –5  | 0,0 %  |
| 23     | Estados Unidos         | 0   | 3  | 0  | 0  | 3  | 2  | 8  | –6  | 0,0 %  |
| 24     | Emiratos Árabes Unidos | 0   | 3  | 0  | 0  | 3  | 2  | 11 | –9  | 0,0 %  |

## Premios y reconocimientos

### Bota de Oro
El jugador que haya convertido la mayor cantidad de goles durante el torneo recibirá el premio Bota de Oro.
| Jugador             | Selección        | Goles |
| ------------------- | ---------------- | ----- |
| Salvatore Schillaci | Italia           | 6     |
| Tomáš Skuhravý      | Checoslovaquia   | 5     |
| Roger Milla         | Camerún          | 4     |
| Míchel González     | España           | 4     |
| Gary Lineker        | Inglaterra       | 4     |
| Lothar Matthäus     | Alemania Federal | 4     |
| David Platt         | Inglaterra       | 3     |
| Rudi Völler         | Alemania Federal | 3     |
| Jürgen Klinsmann    | Alemania Federal | 3     |
| Andreas Brehme      | Alemania Federal | 3     |

### Mejor jugador
| Jugador             | Selección        | Goles | Posición |
| ------------------- | ---------------- | ----- | -------- |
| Salvatore Schillaci | Italia           | 6     | DEL      |
| Roger Milla         | Camerún          | 4     | DEL      |
| Lothar Matthäus     | Alemania Federal | 4     | DEF      |
| Tomáš Skuhravý      | Checoslovaquia   | 5     | DEL      |
| Rudi Völler         | Alemania Federal | 3     | DEL      |
| Andreas Brehme      | Alemania Federal | 3     | DEF      |
| Míchel González     | España           | 4     | MC       |
| Diego Maradona      | Argentina        | 0     | DEL      |